# Zegama
Zegama és un municipi de Guipúscoa, de la comarca de Goierri. Se situa a la part sud de Guipúscoa molt prop de la confluència amb Àlaba i Navarra i a escassos 12 km de la unitat urbana que conformen els municipis de Beasain, Ordizia i Lazkao.
L'altitud del municipi és de 296 m sobre el nivell del mar, però dintre del seu territori municipal es troba la màxima alçada de les Muntanyes basques, l'Aitxuri, de 1.548 m. i veí de l'emblemàtic Aizkorri. Històricament el pas entre la llanada alabesa, és a dir el camí entre l'altiplà castellà i la costa cantàbrica, ha passat per aquí. Els romans van construir per aquesta ruta la calçada que unia Briviesca amb Pamplona que posteriorment seria defensat pel castell de Gazteluberri sobre les penyes d'Osaolaazpi. La ruta original es pensa que podria ser la qual creua el port d'Otsaurte que després, ja quan Guipúscoa formava part de Castella, es va obrir la qual creua el túnel natural que forma el pas de San Adrián. Per ell passava el camí ral que arribava de Vitòria i seguia per Segura. Aquesta és la ruta que segueix el camí de Santiago en el seu branc guipuzcuano. Una sèrie d'instal·lacions, moltes d'elles ermites, donaven seguretat i atenien als viatgers que realitzaven aquest recorregut. Cegama limita amb els següents municipis, al nord amb Segura i Zerain; al sud Asparrena i Zalduondo; a l'est amb Segura i Idiazabal a l'oest amb Legazpi.

## Eleccions municipals 2007
En les passades eleccions municipals quatre van ser els partits polítics que es van presentar en aquest municipi (Independents per Zegama, EAE-ANV, PSE-EE i PP). Aquests van ser els resultats: 
- Independents per Zegama : 474 vots (5 escons)
- Eusko Abertzale Ekintza : 348 vots (4 escons)
- Partit Popular : 5 vots (0 escons)
- Partit Socialista d'Euskadi - Euskadiko Ezkerra : 4 vots (0 escons)

Això va portar com vencedor a l'actual alcalde de la localitat, per part dels Independents de Zegama. L'esquerra abertzale va assolir ser la segona força més votada, i tant PSE-EE com PP van assolir uns resultats paupèrrims, quedant-se amb 4 i 5 vots respectivament, molt lluny del mínim per a assolir un escó en l'ajuntament.

## Persones il·lustres
- Klaudio Otaegi (1836-1890), poeta.
- Juan Tellería (1895-1949), compositor, autor de l'himne falangista Cara al sol.
- Anjel Goenaga (1915-1974), escriptor.
- Pio Berasategi (1935-), escriptor.
- Joxe Azurmendi (1941-), filòsof.
- Aitor Pérez Arrieta (1977-), ciclista.